# Saint-Quentin Volley
Saint-Quentin Volley (do 2014 roku – FL Saint-Quentin) – francuski klub siatkarski z Saint-Quentin (Aisne założony w 1969 roku. Od sezonu 2008/2009 występuje w najwyższej klasie rozgrywek klubowych we Francji.

## Rozgrywki krajowe
| Sezon     | Rozgrywki | Osiągnięcie |
| --------- | --------- | ----------- |
| 2002/2003 | Pro B     | 3. miejsce  |
| 2003/2004 | Pro B     | 1. miejsce  |
| 2004/2005 | Pro A     | 14. miejsce |
| 2005/2006 | Pro B     | 4. miejsce  |
| 2006/2007 | Pro B     | 4. miejsce  |
| 2007/2008 | Pro B     | 2. miejsce  |
| 2008/2009 | Pro A     | 10. miejsce |
| 2009/2010 | Ligue A   | 6. miejsce  |
| 2010/2011 | Ligue A   | 14. miejsce |

## Rozgrywki międzynarodowe
Klub FL Saint-Quentin nie występował dotychczas w europejskich pucharach.